# Congrès du Parti communiste français
Pour les articles homonymes, voir Congrès (homonymie).

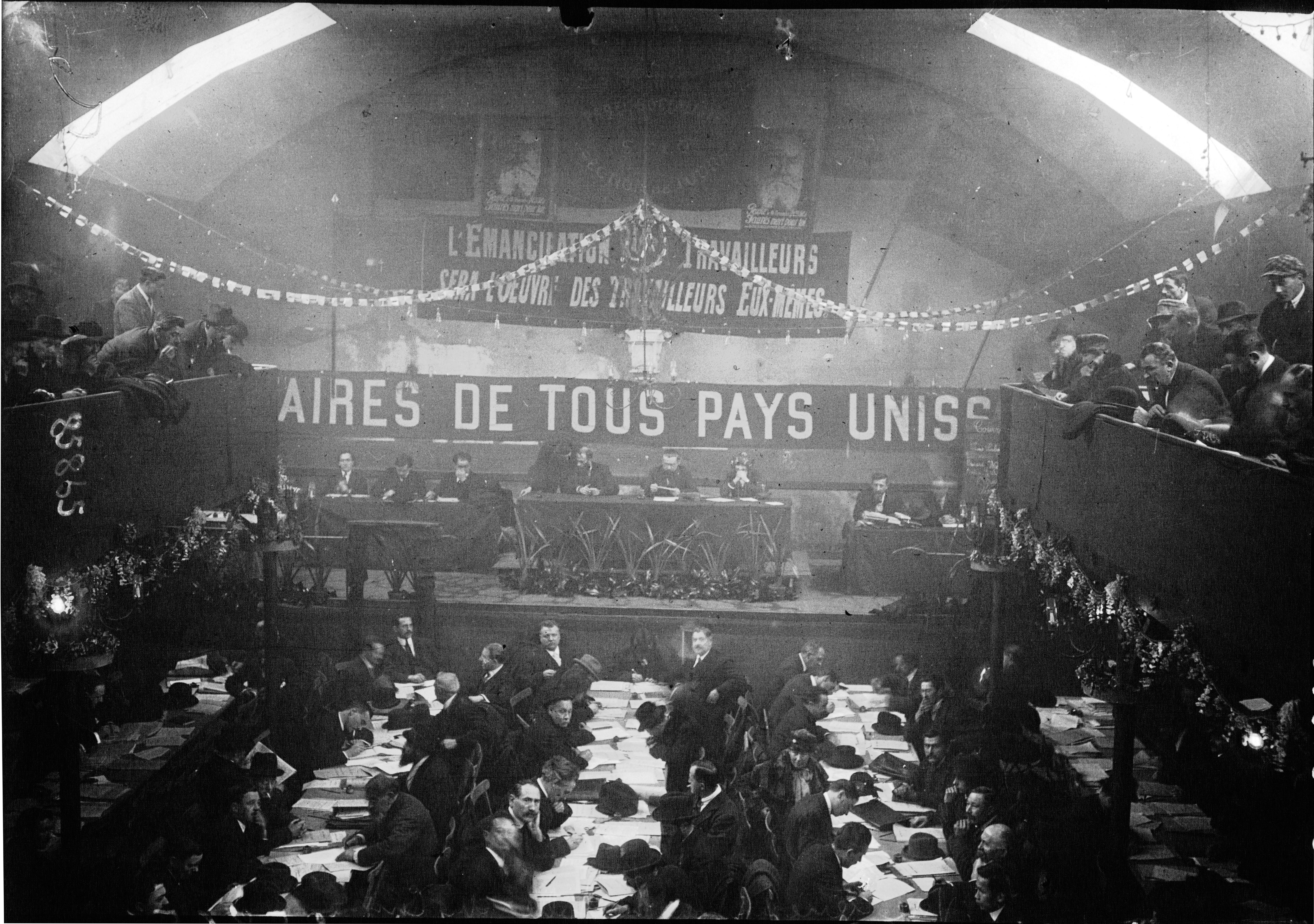
Congrès de Tours, 1920.

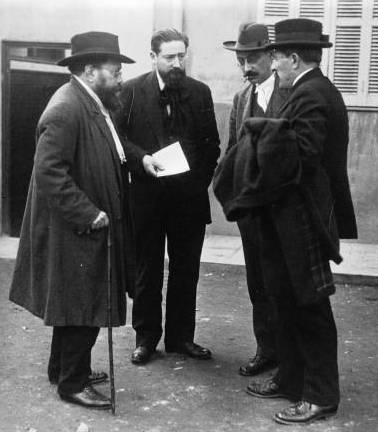
du Parti communiste, 1921. De gauche à droite : Charles Rappoport, Daniel Renoult, Ludovic-Oscar Frossard, Marcel Cachin.

Les congrès du Parti communiste français permettent au parti de fixer la ligne politique ainsi que d'élire sa direction.

## Histoire

### Organisation
Actuellement, un congrès est « réuni tous les trois ans au moins et lorsque le conseil national, qui propose son ordre du jour, en décide ». Il peut également se tenir si une partie des conseils départementaux ou des adhérents le souhaitent.

## Liste
| Dates                     | Congrès                           | Lieux             | Dirigeant élu          | Dirigeant élu          | Notes |
| ------------------------- | --------------------------------- | ----------------- | ---------------------- | ---------------------- | --- |
| 25 – 30 déc. 1920         | Congrès de Tours                  | Tours             | Aucun                  | Aucun                  | Scission de la SFIO, création de la SFIC                                                                      |
| 25 – 30 déc. 1921         | Ier congrès                       | Marseille         | Ludovic-Oscar Frossard | Ludovic-Oscar Frossard | |
| 14 – 19 oct. 1922         | IIe congrès                       | Paris             | Ludovic-Oscar Frossard | Ludovic-Oscar Frossard | |
| 20 – 24 janv. 1924        | IIIe congrès                      | Lyon              | Louis Sellier          | Louis Sellier          | |
| 17 – 21 janv. 1925        | IVe congrès                       | Clichy            | Pierre Semard          | Pierre Semard          | |
| 20 – 26 juin 1926         | Ve congrès                        | Lille             | Pierre Semard          | Pierre Semard          | |
| 31 mars – 7 avr. 1929     | VIe congrès                       | Saint-Denis       | Aucun                  | Aucun                  | Scrétariat collectif composé de Henri Barbé, Pierre Celor, Benoît Frachon et Maurice Thorez                   |
| 11 – 19 mars 1932         | VIIe congrès                      | Paris             | Maurice Thorez         | Maurice Thorez         | |
| 22 – 25 janv. 1936        | VIIIe congrès                     | Villeurbanne      | Maurice Thorez         | Maurice Thorez         | |
| 25 – 29 déc. 1937         | IXe congrès                       | Arles             | Maurice Thorez         | Maurice Thorez         | |
| 26 juin – 1er juill. 1945 | Xe congrès                        | Paris             | Maurice Thorez         | Maurice Thorez         | |
| 25 – 29 juin 1947         | XIe congrès                       | Strasbourg        | Maurice Thorez         | Maurice Thorez         | |
| 2 – 6 avr. 1950           | XIIe congrès                      | Gennevilliers     | Maurice Thorez         | Maurice Thorez         | |
| 3 – 8 juin 1954           | XIIIe congrès                     | Ivry-sur-Seine    | Maurice Thorez         | Maurice Thorez         | |
| 18 – 21 juill. 1956       | XIVe congrès                      | Le Havre          | Maurice Thorez         | Maurice Thorez         | |
| 24 – 28 juin 1959         | XVe congrès                       | Ivry-sur-Seine    | Maurice Thorez         | Maurice Thorez         | |
| 11 – 14 mai 1961          | XVIe congrès                      | Saint-Denis       | Maurice Thorez         | Maurice Thorez         | |
| 14 – 17 mai 1964          | XVIIe congrès                     | Paris             | Waldeck Rochet         | Waldeck Rochet         | |
| 4 – 8 janv. 1967          | XVIIIe congrès                    | Levallois-Perret  | Waldeck Rochet         | Waldeck Rochet         | |
| 4 – 8 fév. 1970           | XIXe congrès                      | Nanterre          | Waldeck Rochet         | Waldeck Rochet         | |
| 13 – 17 déc. 1972         | XXe congrès                       | Saint-Ouen        | Georges Marchais       | Georges Marchais       | |
| 24 – 27 déc. 1974         | XXIe congrès                      | Vitry-sur-Seine   | Georges Marchais       | Georges Marchais       | |
| 4 – 8 fév. 1976           | XXIIe congrès                     | L'Île-Saint-Denis | Georges Marchais       | Georges Marchais       | |
| 9 – 13 mai 1979           | XXIIIe congrès                    | Saint-Ouen        | Georges Marchais       | Georges Marchais       | |
| 4 – 7 fév. 1982           | XXIVe congrès                     | Saint-Ouen        | Georges Marchais       | Georges Marchais       | |
| 6 – 10 fév. 1985          | XXVe congrès                      | Saint-Ouen        | Georges Marchais       | Georges Marchais       | |
| 2 – 6 déc. 1987           | XXVIe congrès                     | Saint-Ouen        | Georges Marchais       | Georges Marchais       | |
| 18 – 22 déc. 1990         | XXVIIe congrès                    | Saint-Ouen        | Georges Marchais       | Georges Marchais       | |
| 25 – 29 janv. 1994        | XXVIIIe congrès                   | Saint-Ouen        | Robert Hue             | Robert Hue             | |
| 18 – 22 déc. 1996         | XXIXe congrès                     | La Défense        | Robert Hue             | Robert Hue             | |
| 23 – 26 mars 2000         | XXXe congrès                      | Martigues         | Robert Hue             | Robert Hue             | |
| 26 – 28 oct. 2001         | XXXIe congrès (extraordinaire)    | La Défense        | Marie-George Buffet    | Marie-George Buffet    | |
| 3 – 6 avr. 2003           | XXXIIe congrès                    | Saint-Denis       | Marie-George Buffet    | Marie-George Buffet    | |
| 23 – 26 mars 2006         | XXXIIIe congrès                   | Le Bourget        | Marie-George Buffet    | Marie-George Buffet    | |
| 11 – 14 déc. 2008         | XXXIVe congrès                    | La Défense        | Marie-George Buffet    | Marie-George Buffet    | |
| 18 – 20 juin 2010         | XXXVe congrès                     | La Défense        | Pierre Laurent         | Pierre Laurent         | |
| 7 – 10 fév. 2013          | XXXVIe congrès                    | Aubervilliers     | Pierre Laurent         | Pierre Laurent         | |
| 2 – 5 juin 2016           | XXXVIIe congrès                   | Aubervilliers     | Pierre Laurent         | Pierre Laurent         | |
| 23 – 25 nov. 2018         | XXXVIIIe congrès (extraordinaire) | Ivry-sur-Seine    | Fabien Roussel         | Fabien Roussel         | |
| 7 – 9 avr. 2023           | XXXIXe congrès                    | Marseille         | Fabien Roussel         | Fabien Roussel         | Le 39e congrès était initialement prévu en 2021 et a été reporté en 2023 à cause de la pandémie de Covid-19 . |